# FishBase
FishBase（フィッシュベース）は、魚類に関する情報を包括的に収集しているデータベースである。2011年1月現在、31,900種の情報と、数百の言語で用いられる28万1400もの一般名、49,800枚の画像、44,600もの科学論文を収録している。

## 沿革
1987年に、海洋生物学者のダニエル・ポーリー（Daniel Pauly）が、国際水産資源管理センターのソフトウェアプロジェクトの一環として、魚類種に関する普遍的なデータベースを作成することを提案した。ポーリーは、魚類の幼生から種を同定するエキスパートシステムを開発していたライナー・フローゼと協力して活動を始め、データベース管理システムには、当初はDataEaseを採用した。1989年には、このプロジェクトに助成金が支給された。
1993年に、プロジェクトはデータベース管理システムをMicrosoft Accessに移行し、1995年には最初のデータベースとなる FishBase 100 を、CD-ROMでリリースした。その後も1年おきにCDがリリースされ、2004年版のFishBaseでは、その容量はCD5枚分（DVDなら1枚分）に達していた。データベースを利用出来る環境はWindows 98以降のマシンに限られ、Mac OS XやLinuxといった他のプラットフォームでは利用できなかった。
FishBaseは1996年に初めてワールドワイドウェブに登場した。1999年には、魚類の幼生や飼育に関する詳細な情報などを収集したデータベース（LarvalBase）も登場し、最終的には、CDに収録されていた全データがオンラインで入手可能になった。

## 運営
FishBaseの運営や情報の収集には、1700人以上の人が関わっている。科学的なデータベースとしての質を維持するために、全てのデータはすでに発表された学術論文などに基づいたものであることが求められており、文献のない独自のデータの収録は認められていない。

### FishBaseコンソーシアム
2000年から、FishBaseはFishBaseコンソーシアムによって運営されている。コンソーシアムのメンバーは次のとおり。
- クリスティアン・アルブレヒト大学キール（英語版） ライプニッツ海洋学研究所(IFM-GEOMAR)（ドイツ語版）（ドイツ、2003年 - ）
- ブリティッシュコロンビア大学 Institute for the Oceans and Fisheries および Beaty Biodiversity Museum（カナダ、2003年 - ）
- 国際連合食糧農業機関(FAO)（イタリア、2003年 - 2023年）
- 国立自然史博物館（フランス、2003年 - ）
- 王立中央アフリカ博物館（ベルギー、2003年 - ）
- 自然歴史博物館（スウェーデン、2003年 - ）
- 世界魚類センター（英語版）（マレーシア、2003年 - ）
- テッサロニキ・アリストテレス大学（英語版）（ギリシャ、2008年 - ）
- 中国水産科学研究院(CAFS)（英語版、中国語版）（中国、2008年 - ）
- Quantitative Aquatics（フィリピン、2017年 - ）
- セルジペ連邦大学（ブラジル、2024年 - ）
- 香港大学 太古海洋科学研究所（香港、2024年 - ）
- ロード・アイランド大学（英語版）（アメリカ、2024年 - ）
- ロレーヌ大学（フランス、2024年 - ）
- マイアミ大学（アメリカ、2024年 - ）
- 西オーストラリア大学（オーストラリア）